# Nayara Energy
Nayara Energy — індійська нафтова компанія.
Компанія має НПЗ, морський порт та велику мережу АЗС.
У 2017 році у присутності російського диктатора Володимира Путіна Роснєфть підписала договір про купівлю 49 % акцій цієї компанії.